# Amerikanischer Seesaibling

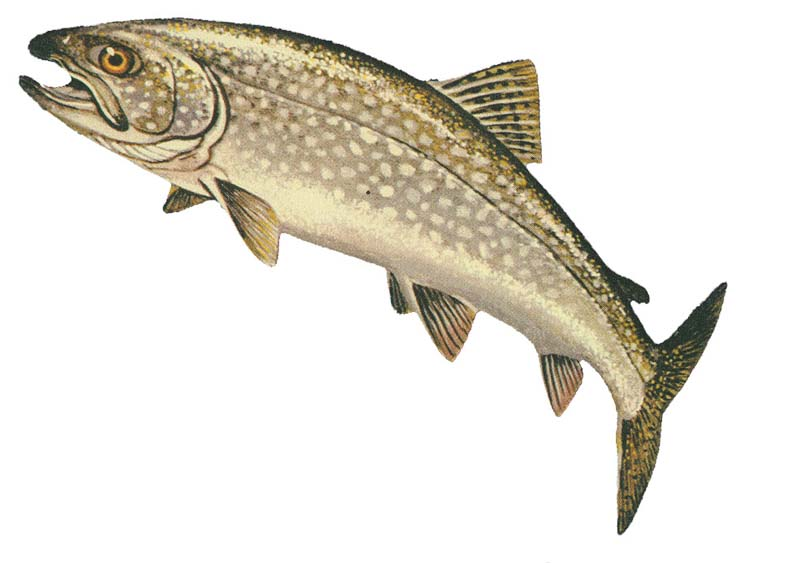
Amerikanischer Seesaibling (Salvelinus namaycush), Illustration

Der Amerikanische Seesaibling (Salvelinus namaycush), auch als Amerikanische Seeforelle, in der Schweiz als Kanadische Seeforelle bezeichnet, gehört zu den Lachsfischen (Salmonidae).

## Merkmale
Er hat die für lachsartige Fische typische Fettflosse zwischen Rücken- und Schwanzflosse. Die Rückenfarbe ist schwarz bis dunkelbraun, die Seiten sind braun bis dunkelgrau und werden zum Bauch zu hellbeige bis schmutzig-gelb. Typisch ist eine Zeichnung an den Seiten mit schmutzig-weißen oder gelblichen Punkten. Je nach Gewässer und Nahrungsangebot zeigt sich der Amerikanische Seesaibling als stromlinien- oder spindelförmig, oder, nur bei extrem großen Exemplaren, bauchig. 

### Gewicht
Aus Zeiten der Holzfäller in Kanada vor 150 bis 200 Jahren ist überliefert, dass der Amerikanische Seesaibling einen wichtigen Teil des Speiseplans ausmachte und wegen seines zahlreichen Vorkommens leicht zu befischen war. Es sollen Exemplare von bis zu 60 kg Gewicht dabei gewesen sein. Ein Rekordexemplar mit 46 kg Gewicht aus dem Athabascasee ist ausreichend dokumentiert. Wegen der Überfischung der nordamerikanischen Forellengewässer durch Sportangler liegt das Gewicht eines Amerikanischen Seesaiblings heute bei einem bis drei Kilogramm, im Norden Kanadas und in Alaska jedoch deutlich höher.

## Vorkommen
Der Amerikanische Seesaibling ist ursprünglich in tiefen, ausreichend kalten, sauerstoffreichen Seen, seltener in Flüssen der nördlichen Hälfte Nordamerikas heimisch. In den Großen Seen ist er wegen Überfischung, Überdüngung und der Zunahme des parasitischen Neunauges nahezu ausgerottet. Stabile Vorkommen existieren in geeigneten Seen Ontarios, Québecs, Saskatchewans und Manitobas sowie in Alaska und in den Nordwest-Territorien.
Da der Amerikanische Seesaibling sehr empfindlich gegen sich ändernde Umweltbedingungen und Überfischung ist, bemüht man sich mit aufwändigen Verfahren, die nativen Populationen durch Zuchtfische aufrechtzuerhalten.
Mit wechselndem Erfolg wurde der Amerikanische Seesaibling in den vergangenen zwei Jahrzehnten auch in geeignet erscheinenden Gewässern u. a. Südamerikas, besonders Argentiniens und Chiles, ausgesetzt. Er wurde auch in Europa in vielen Bergseen im Alpenraum erfolgreich angesiedelt.

## Lebensweise
Amerikanische Seesaiblinge werden im Vergleich zu anderen Fischen erst spät geschlechtsreif, was ihre Empfindlichkeit gegenüber Umwelteinflüssen und Überfischung erklärt. Je nach Gewässertyp und Klima sowie dem damit verbundenen Nahrungsangebot entwickeln sie sich entweder zu Planktonfressern oder zu Raubfischen. Erstere wachsen sehr langsam und bleiben klein, während letztere schnell wachsen und groß werden.
Gemein ist beiden Lebensweisen, dass im Sommer möglichst kühle und daher tiefe Wasserschichten aufgesucht werden. Im Winter, Frühling und Spätherbst dagegen findet man den Amerikanischen Seesaibling auch an der Wasseroberfläche bzw. unter der Eisdecke und in seichtem Wasser.

## Wirtschaftliche Bedeutung

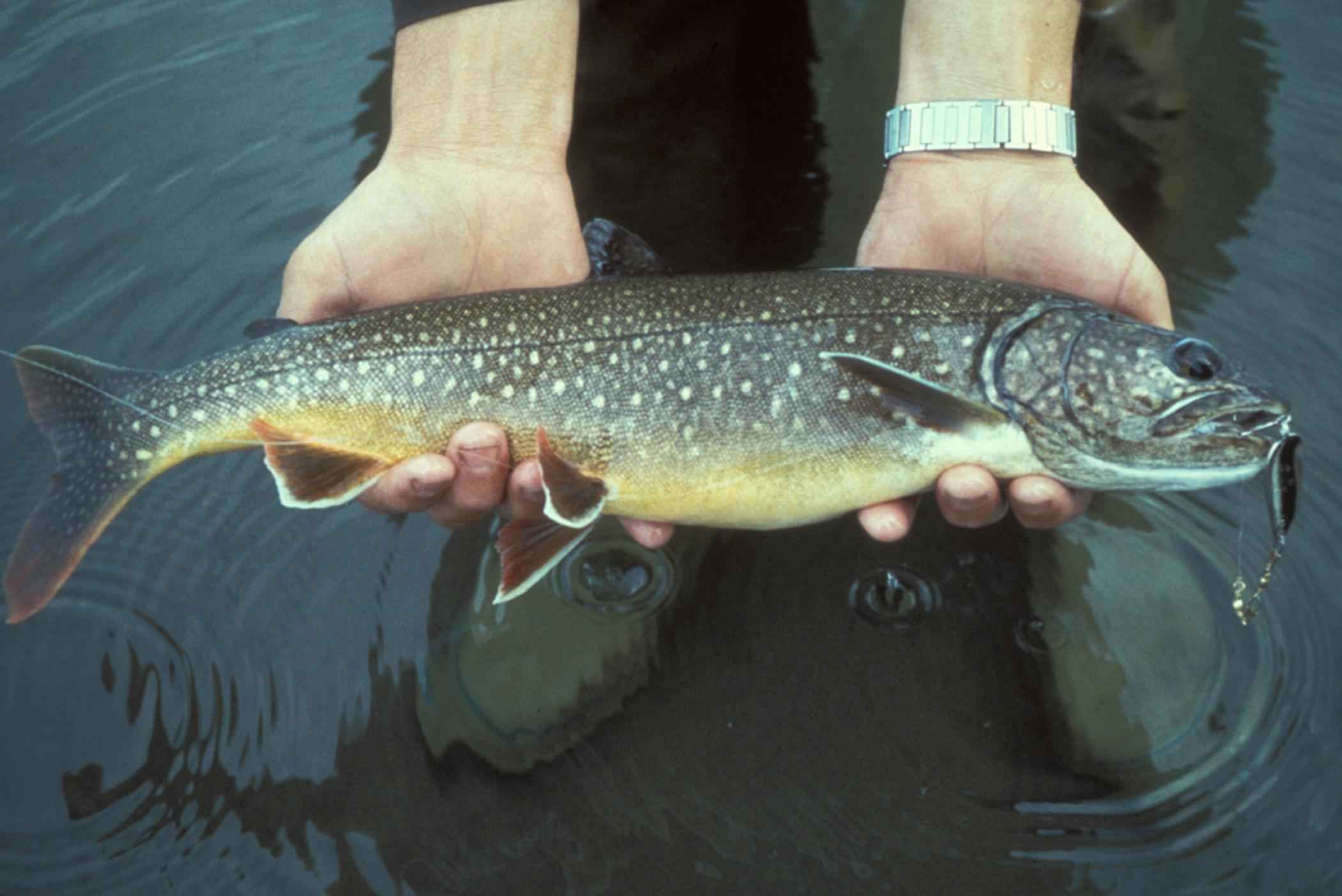
Amerikanischer Seesaibling

Der Amerikanische Seesaibling ist einer der begehrtesten Speisefische der Neuen Welt. Er hat ein – je nach Nahrung – weißes bis leicht gelbliches über blassrosa bis intensiv lachsfarbenes, trockenes und festes Fleisch und ist geschmacklich von einem Lachs kaum zu unterscheiden. Diese Qualitäten dezimierten sein Vorkommen beträchtlich, so dass die kommerzielle Fischerei auf den Amerikanischen Seesaibling u. a. an den Großen Seen aufgegeben werden musste. 

## Fischerei
Das Angeln auf den Amerikanischen Seesaibling ist saisonal sehr unterschiedlich. Im Winter kann man beim ufernahen Eisangeln gute Erfolge erzielen. Im Frühjahr, nach der Schnee- und Eisschmelze, steht der Amerikanische Seesaibling wegen des kalten Wassers auch noch ufernah und man kann ihm mit Spinnangeln oder Fliegenfischen beikommen. Im Sommer liegt der Amerikanische Seesaibling träge im tiefen, kalten Wasser, und er ist fast ausschließlich durch Schleppangeln mit schwerer Kupferschnur, großem Blinker und daran aufgespießtem Köderfisch zum Beißen zu überreden. Im Herbst mischen sich die Angelvarianten aus Frühjahr und Sommer, je nach Gewässerbeschaffenheit und Wassertemperatur.